# Association Sportive DPHB
L'Association Sportive DPHB (Damas-Hamah et Prolongements), també Al Sikkat Al Hadid Wal Marfa' (àrab: نادي السكة الحديد والمرفأ, Nādī as-Sikka al-Ḥadīd wa-l-Marfaʾ, ‘Club del Ferrocarril i del Port’), o simplement Sikka, fou un club esportiu libanès de la ciutat de Beirut, al districte de Forn El Chebbak. Era conegut amb el sobrenom de Les Cheminots (‘els Treballadors del ferrocarril’). Era el club de la companyia de ferrocarrils libanesa. A més de futbol també practicava el basquetbol, voleibol, tennis de taula i natació.

## Palmarès
- Lliga libanesa de futbol:[5]
  - 1935–36, 1938–39, 1940–41